# Санграм Сінґх II
Санграм Сінґх II (гінді संग्राम सिंह द्वितीय; 24 березня 1690 —11 січня 1734) — магарана князівства Мевар у 1710–1734 роках.

## Життєпис
Походив з династії Сесодія. Син Амар Сінґха II. Посів трон 1710 року. Незабаром зіткнувся з вторгненням Ранбаз-хана Меваті, якому було надано паргану Пур-Мандал від могольського падишаха Бахадур-шаха I. Санграм Сінгх-II відправив проти того велику армію, оскільки дарована паргана (округ) були в межах Меварського князівства. 1711 року в битві на ріці Харі (відома також як битва при Банданварі) меварське військо здобуло переконливу перемогу, а Ранбаз-хан загинув. З цього моменту загалом дотримувався миру з моголами, особливо після смерті у 1712 році Бахадур-шаха I.
Значну увагу приділяв розвитку власного князівства. Його правління відзначається ефективним ведення фінансових і державних справ. 1715 року отримав від падишаха Фарук-сіяра право на карбування власної монети. При цьому Санграм Сінґх II номінально визнавав зверхність Великих Моголів. Мирний час та підтримка правителя сприяли продовженню розвитку ремесел, мистецтва, зокрема меварської школи живопису.
Після 1719 року посилився занепад Імперії великих Моголів, чим скористався магарана, який став незалежним, що повністю оформилося за панування падишаха Мухаммад Шаха. Разом з тим розпадається союз з князівствами Амбер-Джайпур та Марвар.
Помер Санграм Сінґх II 1734 року. Йому спадкував в основних володіннях старший син Джаґат Сінґх II. Інші сини отримали невеличкі князівства Карджалі (Баґ Сінґх), Шивраті (Арджун Сінґх), Багор (Натх Сінґх).